# 肖恩·麦凯克恩
肖恩·麦凯克恩（英語：Shawn McEachern，1969年2月28日—），美国男子冰球运动员，场上位置是前锋。他曾代表美国国家队参加1992年冬季奥林匹克运动会冰球比赛，获得第四名。